# Gây quỹ

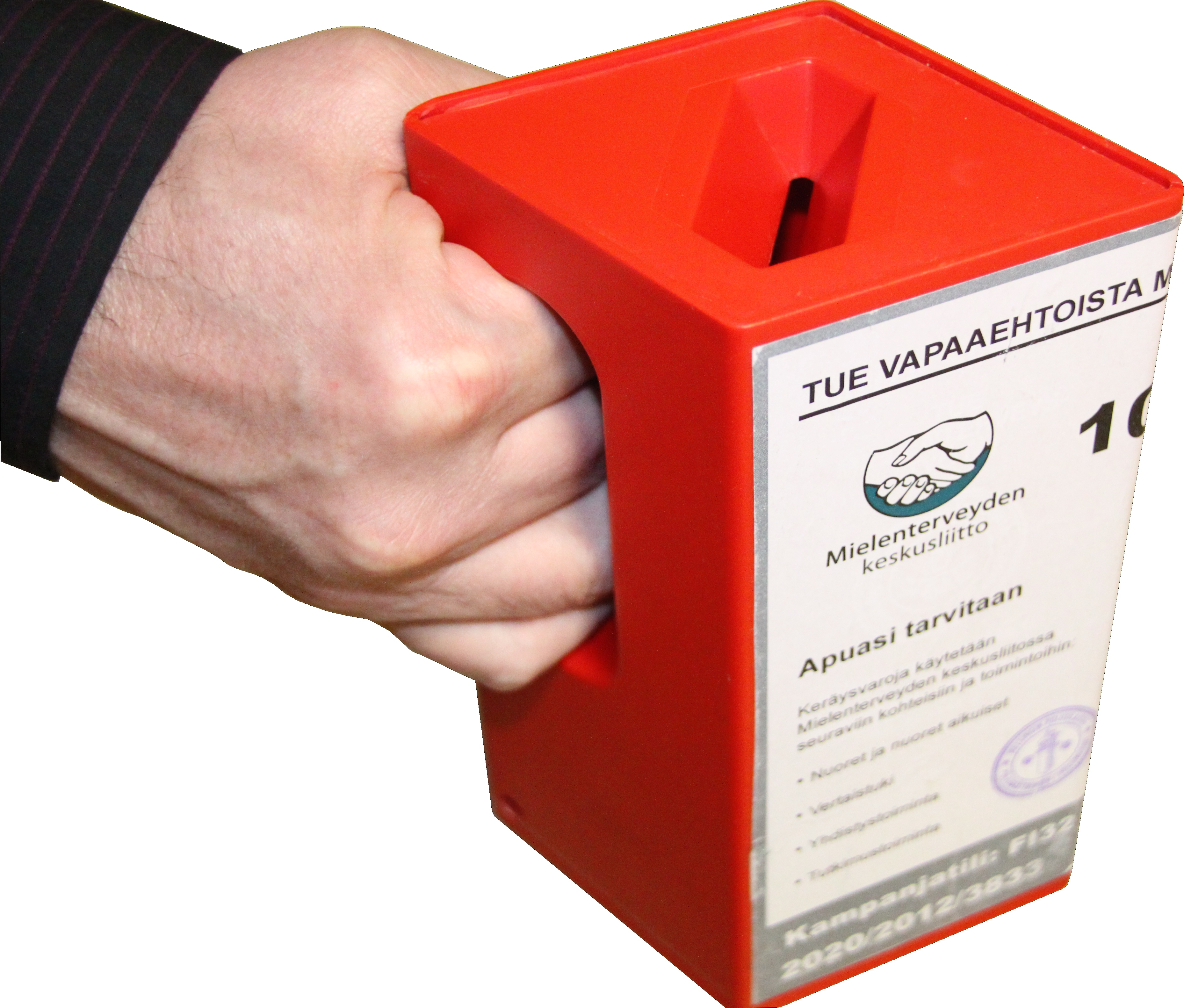
Minh họa hình thức gây quỷ bằng cách gõ cửa từng nhà để vận động tài trợ trực tiếp

Gây quỹ (Fundraising) là quá trình tìm kiếm và thu nhận các khoản đóng góp tài chính (quyên góp) tự nguyện bằng cách thu hút sự tham gia của các cá nhân, doanh nghiệp, tổ chức từ thiện hoặc cơ quan chính phủ. Mặc dù việc gây quỹ thường đề cập đến nỗ lực thu thập tiền cho tổ chức phi lợi nhuận (NPO), nhưng đôi khi nó được dùng để chỉ việc xác định và kêu gọi các nhà đầu tư hoặc các nguồn vốn khác từ doanh nghiệp vì lợi nhuận, các nhà tài trợ, các nhà hảo tâm, các "Mạnh Thường Quân". Theo truyền thống, việc gây quỹ chủ yếu bao gồm việc yêu cầu quyên góp thông qua gây quỹ trực tiếp, chẳng hạn như gõ cửa xin tài trợ. Tuy nhiên, trong những năm gần đây, các hình thức mới như gây quỹ trực tuyến hoặc gây quỹ cấp cơ sở đã xuất hiện.

## Đại cương
Một số nỗ lực gây quỹ đáng kể nhất ở Hoa Kỳ được thực hiện từ các trường cao đẳng và đại học. Thông thường, chương trình gây quỹ hay còn gọi là chương trình "phát triển"/"tiến bộ", tạo nên sự khác biệt giữa việc kêu gọi quỹ hàng năm và các chiến dịch lớn. Hầu hết các tổ chức đều sử dụng các cán bộ phát triển chuyên môn để tiến hành kêu gọi gây quỹ cấp cao cho toàn bộ tổ chức hoặc từng trường cao đẳng và khoa (ví dụ: Trường Nghệ thuật, Trường Toán, Trường Khoa học, cũng như các tổ chức trong khuôn viên trường như thể thao và các thư viện). Số người tham gia, thường xuyên tham gia các hoạt động "gây quỹ" như vậy sẽ rất khác nhau tùy thuộc vào quy mô của tổ chức mà họ tài trợ Mặc dù ở nhiều nơi trên thế giới, các đài truyền hình công cộng hoàn toàn được chính phủ tài trợ, nhưng có nhiều quốc gia nơi một số quỹ phải đến từ sự đóng góp của công chúng.
Các kỹ thuật tiếp thị trực tiếp đã được áp dụng trong khu vực phi lợi nhuận để phục vụ cho việc gây quỹ. Sự liên kết giữa các phương pháp tiếp thị trực tiếp với việc gây quỹ được cho là đã tạo điều kiện thuận lợi cho các hiệp hội áp dụng nó vào giữa những năm 1970. Kết quả thu được thông qua việc sử dụng rộng rãi các kỹ thuật tiếp thị trực tiếp đã thu hút sự quan tâm ngày càng tăng từ các hiệp hội. Trong khi chỉ có vài chục người sử dụng các kênh tiếp thị trực tiếp lớn vào năm 1975 thì ngày nay đã có hàng trăm người sử dụng chúng phổ biến. Trong trường hợp các hiệp hội, tiếp thị trực tiếp nâng cao tính ẩn danh và sự riêng tư của các khoản quyên góp, nhưng nó cũng có thể đóng vai trò là công cụ để phát triển khả năng quảng bá tiếp thị và xây dựng hình ảnh, chẳng hạn như các tổ chức phi chính phủ ở Nigeria. Nhiều hiệp hội đã chuyển việc gây quỹ một lần của họ thành các khoản quyên góp rút tiền tự động noi theo gương "Bác sĩ không biên giới". Quá trình này tương tự như kết quả của một hình thức gây quỹ khác được giới thiệu ở Pháp vào đầu thế kỷ 21 là phương pháp "gây quỹ đường phố". Việc gây quỹ đường phố bao gồm việc tuyển dụng các nhà tài trợ mới ở những nơi công cộng, tiếp cận họ để giới thiệu hiệp hội và đề xuất hỗ trợ cho các hoạt động của hiệp hội thông qua các khoản quyên góp rút tiền tự động được đảm bảo. Không giống như việc gây quỹ truyền thống, nó không thu tiền mặt hoặc séc mà thường là sự hứa hẹn quyên góp. Việc gây quỹ đường phố nhằm mục đích thiết lập một cuộc đối thoại, tạo sự kết nối với các nhà tài trợ với sự gắn bó dài lâu.